# 올림피즘
올림피즘(Olympism) 또는 올림픽주의는 올림픽의 철학을 가리킨다. 올림픽주의의 기본 원칙은 올림픽 헌장에 명시되어 있다.
올림픽주의는 스포츠와 문화, 교육, 국제 협력을 결합하려는 철학이다. 이는 노력의 기쁨, 모범 사례의 교육적 가치, 사회적 책임, 보편적인 윤리 원칙에 대한 존중을 강조한다. 궁극적인 목표는 스포츠를 인류 발전을 촉진하고 인간 존엄성을 보존하는 수단으로 활용하는 것이다.
올림픽주의 원칙에는 스포츠에 참여할 수 있는 능력이 기본적인 인권이라는 사상이 포함된다. 올림픽주의는 개인이 차별 없이 스포츠에 평등하게 접근할 수 있어야 하며 이러한 활동은 공정성과 동지애의 정신으로 이루어져야 한다고 강조한다.
차별 금지는 올림픽 정신의 기본 측면이다. 개인은 인종, 성별, 성적 취향, 종교, 사회 경제적 지위 등의 요인에 따른 차별을 받지 않고 스포츠에 참여할 수 있어야 한다고 주장한다.
올림픽주의를 따르거나 지지하는 개인은 자신의 행동을 "개인 발전 촉진"이라고 부를 수 있다.
일부 개인은 올림픽주의의 이상을 완전히 달성하는 것이 불가능할 수 있다고 말하면서 올림픽주의에 대해 회의적인 입장을 표명했다. 이들은 또한 게임이 명시된 목표를 달성하지 못한 사례를 지적한다.